# جون ألين فرازير
جون ألين فرازير هو محامي وسياسي كندي، ولد في 15 ديسمبر 1931 في اليابان. حزبياً، نشط في الحزب الكندي التقدمي المحافظ. وقد انتخب عضو مجلس العموم الكندي عن دائرة فانكوفر الجنوبية ‏ (1972 – 1993) وانتخب رئيس مجلس العموم الكندي ‏ (1986 – 1993).